# Marek Plura

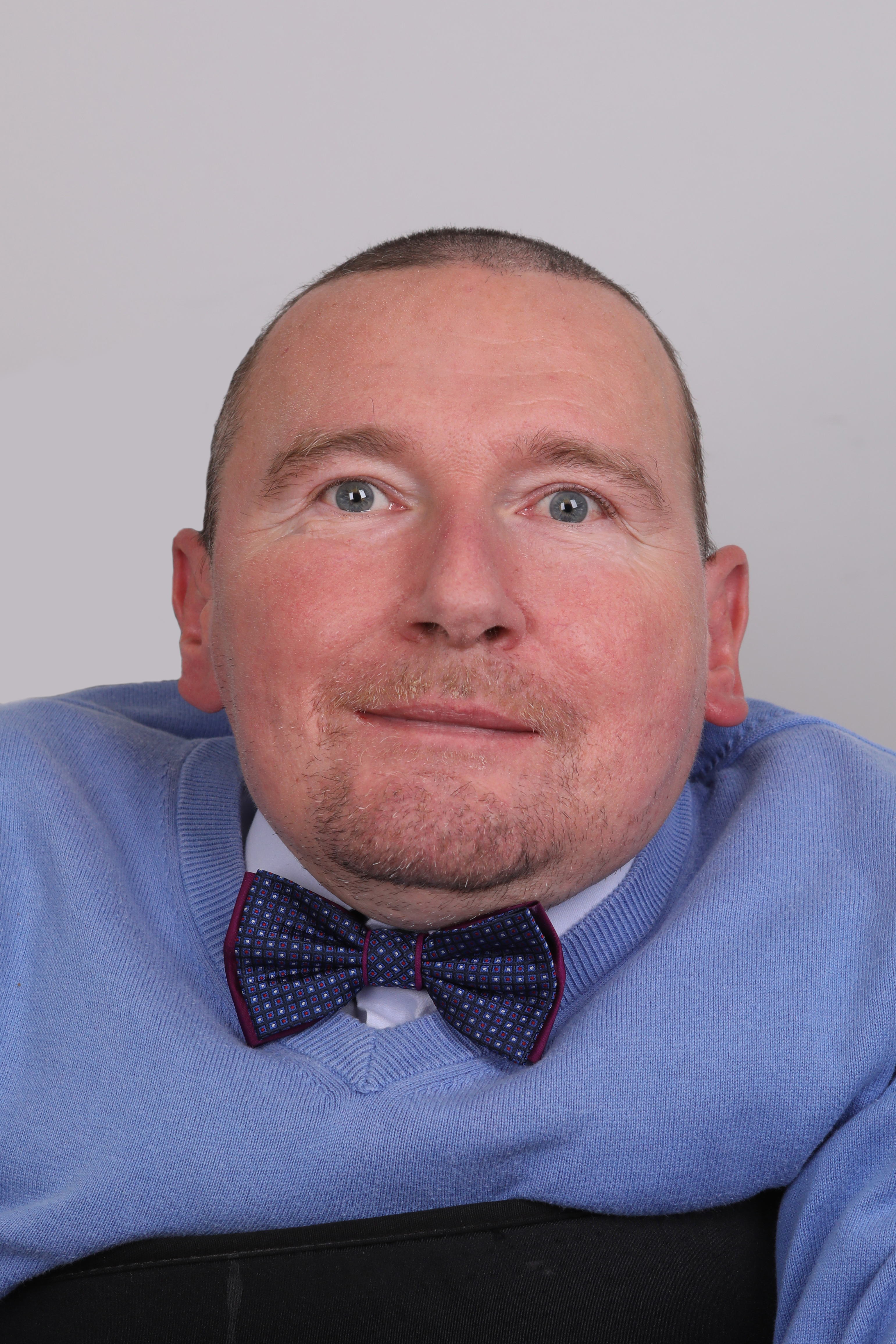
Marek Plura (2019)

Marek Mirosław Plura (* 18. Juli 1970 in Racibórz; † 21. Januar 2023 in Kattowitz) war ein polnischer Politiker der PO. Er gehörte von 2007 bis 2014 dem Sejm in der VI. und VII. an. Von 2014 bis 2019 war er Abgeordneter im Europaparlament und von 2019 bis zu seinem Tod gehörte er dem Senat der Republik Polen an.

## Leben und Geburt
Marek Plura litt seit seiner Geburt an Muskeldystrophie und saß daher im Rollstuhl. Er studierte an der Philosophisch-Pädagogischen Hochschule Ignatianum (Wyższa Szkoła Filozoficzno-Pedagogiczna „Ignatianum“) in Krakau und schloss mit einem Magister ab. Später schloss er noch ein Psychotherapie-Studium an der Schlesischen Universität in Katowice an. Er war Gründer des Vereins Dobry Dom („Gutes Haus“) und Präsident von Akcent, einem Verein für die Ausbildung und Rehabilitation Behinderter. Beruflich war er als Sozialarbeiter und Lehrer tätig. Er engagierte sich zudem in Organisationen der Oberschlesier.
Marek Plura war verheiratet und hatte zwei Kinder. Bis 1991 lebte er in seiner Geburtsstadt Racibórz und anschließend im Behindertenzentrum „Miłosierdzie Boże“ in Borowa Wieś. Er wurde in Katowice beigesetzt.

## Politik
Bei der Parlamentswahl 2005 bewarb er sich zum ersten Mal für die Platforma Obywatelska (PO) um einen Sitz im Sejm, war aber nicht erfolgreich. 2006 wurde er Stadtrat von Katowice. Bei der vorgezogenen Parlamentswahl im folgenden Jahr trat Plura im Wahlkreis 31 Katowice an. Mit 10.528 Stimmen errang er ein Mandat für den Sejm. 2011 wurde er wiedergewählt. Er war Berichterstatter des Sejm für die Gesetze zur Gebärdenstraße und zur Gleichberechtigung von Menschen mit Behinderungen. Zudem unterstützte er die Bemühungen, die Schlesier als ethnische Minderheit anzuerkennen. Er entwarf zwei Gesetzentwürfe zur Anerkennung des Schlesischen als Regionalsprache, die aber keine Mehrheit im Sejm erhielten. 
Bei der Europawahl 2014 wurde Plura ins Europäische Parlament gewählt. ei der Europawahl 2019 kandidierte er auf der Liste des Wahlbündnisses Koalicja Europejska, an dem sich die PO beteiligt hatte, verpasste aber die Wiederwahl. 2019 kandidierte er für die von der PO initiierte Koalicja Obywatelska zum Senat der Republik Polen und wurde im Wahlkreis Katowice mit 62,2 % der Stimmen gegen den PiS-Kandidaten und früheren Senator Bronisław Korfanty gewählt.

## Ehrungen
- 2012 Kavalier des Orden des Lächelns
- 2023 Offizierskreuz des Ordens Polonia Restituta (postum)[14]